# Malur canós d'Opalton
El malur canós d'Opalton (Amytornis rowleyi) és un ocell de la família dels malúrids (Maluridae).

## Hàbitat i distribució
Habita zones àrides d'Austràlia oriental, a Queensland central

## Taxonomia
Considerat coespecífic d'Amytornis striatus en diverses llistes, passà a figurar com una espècie de ple dret a la classificació del Congrés Ornitològic Internacional, versió 11,1, 2021 arran Christidis et al 2013